# نشانه‌گذاری E-Z
پیکربندی E–Z، یا قرارداد E–Z، روش ترجیحی آیوپاک برای توصیف شیمی فضایی مطلق پیوندهای دوگانه در شیمی آلی است. این روش نشانه‌گذاری برای توصیف ایزومری سیس–ترانس است. (که فقط شیمی فضایی نسبی را توصیف می‌کند) نشانه‌گذاری E-Z می‌تواند برای توصیف پیوندهای دوگانه با دو، سه یا چهار استخلاف استفاده شود.
با پیروی از قواعد توالی کان–اینگولد–پریلاگ (قواعد CIP)، به هر یک از استخلاف‌ها با پیوند دوگانه اولویتی تخصیص داده می‌شود، سپس موقعیت‌های بالاتر از هر یک از کربن‌های پیوند دوگانه با یکدیگر مقایسه می‌شوند. اگر دو گروه با اولویت بالاتر در دو طرف مقابل پیوند دوگانه (نسبت به هم ترانس) باشند، پیکربندی E (از entgegen, آلمانی: [ɛntˈɡe:ɡən]، به معنی "مقابل") است. اگر دو گروه با اولویت بالاتر در یک طرف پیوند دوگانه (نسبت به هم سیس) باشند، پیکربندی Z (از zusammen, آلمانی: [tsuˈzamən]، به معنی "با هم") است.
|               |  |               |
| (E)-But-2-ene |  | (Z)-But-2-ene |

حروف E و Z به‌طور مرسوم به صورت کج، داخل پرانتز نوشته می‌شوند و با یک خط فاصله از بقیه نام جدا می‌شوند. این حروف همیشه به صورت بزرگ (نه با حروف کوچک) درج می‌شوند، اما شامل قوانین بزرگنمایی حرف اول در انگلیسی می‌شود (مانند مثال بالا).
مثال دیگر: قوانین CIP اولویت بالاتری را به برم نسبت به کلر و اولویت بیشتری را برای کلر نسبت به هیدروژن اختصاص می‌دهد، از این رو نامگذاری زیر انجام می‌شود.
|                                |  |                                |
| (E)-1-Bromo-1,2-dichloroethene |  | (Z)-1-Bromo-1,2-dichloroethene |

برای مولکول‌های آلی با پیوندهای دوگانه متعدد، گاهی اوقات لازم است که مکان آلکن را برای هر نماد E یا Z نشان دهیم. به عنوان مثال، نام شیمیایی آلیترتینوئین (۲E،۴E،۶Z،۸E) -۷٬۳-دی‌متیل-۹-(۶٬۶٬۲-تری‌متیل-۱-سیکلوهگزنیل) نونا-۸٬۶٬۴٬۲-تترانوئیک اسید، نشان می‌دهد که آلکن‌هایی که از موقعیت‌های ۲، ۴ و ۸ شروع می‌شوند E هستند در حالی که آلکنی که از موقعیت ۶ شروع می‌شود Z است.

## همچنین ببینید
- ایزومری سیس–ترانس
- هندسه مولکولی